# My New Time
My New Time è il terzo album in studio del gruppo musicale gothic metal olandese Autumn, pubblicato nel 2007.

## Tracce
1. Satellites - 4:32
2. Closest Friends Conspire - 3:49
3. Blue Wine - 4:28
4. Angel of Desire - 4:38
5. My New Time - 3:47
6. Communication on Opium - 4:39
7. Twisted and Turned - 4:18
8. Shadowmancer - 4:02
9. Forget to Remember (Sunday Mornings) - 4:41
10. State of Mind - 5:26
11. Epilogue (What's Done Is Done) - 4:05